# Зангіди

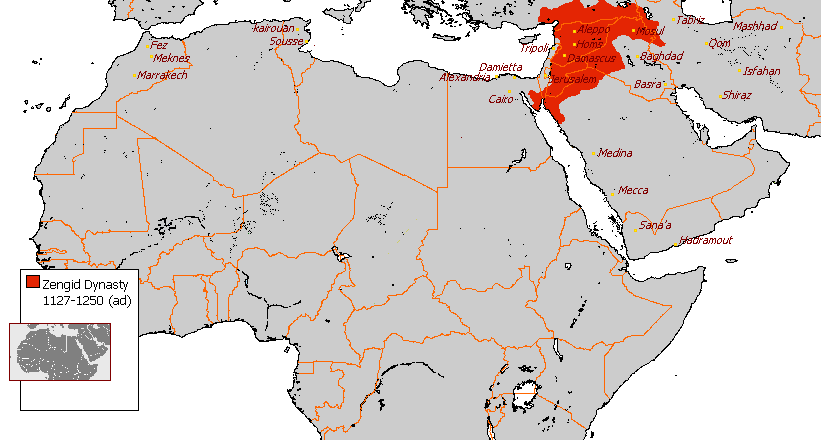
Поширення династії Зангідів

Зангі́ди, зенгіди — династія сельджуцьких атабеків та амірів у деяких областях Сирії та Месопотамії наприкінці XI — середині XIII століть.

## Історія
Династія Зангідів тюркського походження. Її засновник, тюрок Касим ад-Даула Ак-Сункур 1086 року був призначений сельджуцьким султаном Малік-шахом I намісником Халеба. Після його вбивства 1094 року залишився малолітній син Зенгі (Зангі), якого 1096 року взяв на виховання сельджуцький амір Мосула Карабуга. 1127 року Імад ад-Дін Зенгі був призначений намісником сельджуцького султана в Північному Іраку з центром в Мосулі, а також у Північній Сирії з центром у місті Алеппо. Основним титулом Зенгі і його нащадків у Мосулі та Халебі було звання Атабеків.
Невдовзі Зенгі і його сини стали самостійною та панівною силою в сирійсько-іракському регіоні: 1129 року під владою Зангідів опинилися також Синджар, Хабур та Харан, в 1130 — Хама (1133 року Зенгі втратив її, але в 1135 повернув знову), в 1132 — Ербіль, в 1135 — Ракка, в 1140 — Баальбек, потім Діярбакир, Мардін, Насібін і весь Курдистан, у 1144 — Ана та Аль-Хадіса, у 1173 — Мараш.
1144 року Зенгі захопив Едесу, а 1154 року його молодший син Нур ад-Дін Махмуд взяв Дамаск. Після смерті Імад ад-Діна Зенгі I 1146 року його володіння поділили двоє з його синів: Сирійську частина отримав Нур ад-Дін Махмуд, а в Мосулі став правити Сайф ад-Дін Газі I. Далі з мосульскої гілки виділилася окрема лінія Зангідів, котрі стали на чолі Синджара (1171 рік), Джазіри ібн Умара (1180 рік) та Шахразура.
Сирійська гілка Зангідів обірвалася 1181 року і її володіння ненадовго перейшли до Зангідім Мосула, але вже через два роки Сирія перейшла під владу єгипетських Айюбідів, колишніх васалів Нур ад-Діна Махмуда, що призвів їх до влади в Каїрі. Занепад влади Зангідів у Мосулі почався зі смертю атабека Арслан-шаха I ібн Масуда (1211 рік) та приходу до влади як регента при Масуді II ібн Арслан-шаху колишнього Гуляма Бадр ад-Діна Лулу, який 1222 року узурпував місце атабека Мосула.

## Месопотамія

### Джазіра ібн Умар
1180 року аміром Джазіри став Синджар-шах, син мосульського аміра Сайф ад-Діна Газі II. Джазірская гілка Зангідів підтримувала добрі стосунки з Айюбідами Єгипту та зберігала незалежність до середини XIII століття.
| лакаб, алам, насаб правителя        | Заступив на посаду | Покинув посаду | Титули                     |
| ----------------------------------- | ------------------ | -------------- | -------------------------- |
| Муізз ад-Дін Санджар-шах ібн Газі   | 1180               | 1208           | Амір                       |
| Муізз ад-Дін Махмуд ібн Санджар-шах | 1208               | 1241           | Амір аль-Малік аль-Муаззам |
| Масуд ібн Махмуд                    | 1241               | вересень 1251  | Амір аль-Малік аз-Захір    |

У вересні 1251 року Джазіра ібн Умар внаслідок тритижневої облоги була захоплена мосульским аміром Бадр ад-Діном Лулу, який передав її своєму синові Ісхаку.

### Мосул
1127 року атабек Імад ад-Дін Зангі ібн Ак-Сонкур отримав від сельджуцького султана Махмуда II в управління Північний Ірак з центром у Мосулі. Після смерті Зенгі I владу над Мосулом успадковував його старший син Газі I. 1182 року Салах ад-Дін вперше обложив Мосул, але не зміг взяти місто. Наступного разу Салах ад-Дін знову обложив Мосул 1185 року і Зангіди Мосула змушені були визнати себе його васалами (1186 рік).
| лакаб, алам, насаб правителя       | Заступив на посаду | Покинув посаду | Титули                            |
| ---------------------------------- | ------------------ | -------------- | --------------------------------- |
| Імад ад-Дін Занги I ібн Ак-Сункур  | 1127               | 1146           | Амір, атабек аль-Малік аль-Мансур |
| Сайф ад-Дін Газі I ібн Занг        | 1146               | 1149           | Амір, атабек                      |
| Кутб ад-Дін Маудуді ібн Занг       | 1149               | 1170           | Амір, атабек                      |
| Сайф ад-Дін Газі II ібн Маудуді    | 1170               | 1179           | Амір, атабек                      |
| Ізз ад-Дін Масуд I ібн Маудуді     | 1179               | 1192           | Амір, атабек                      |
| Нур ад-Дін Арслан-шах I ібн Масуд  | 1192               | 1211           | Амір, атабек                      |
| Ізз ад-Дін Масуд II ібн Арслан-шах | 1211               | 1218           | Амір, атабек                      |
| Нур ад-Дін Арслан-шах II ібн Масуд | 1218               | 1219           | Амір, атабек                      |
| Насир ад-Дін Махмуд ібн Масуд      | 1219               | 1222           | Амір, атабек                      |

1222 року після смерті аміра Насир ад-Діна Махмуда до влади прийшов атабек Бадр ад-Дін Лулу (1222—1233).

### Синджар
Синджар перейшов під владу Зангі I 1129 року. 1171 року Імад ад-дін Занги II, позбавлений влади над Мосулом, відокремився в Синджарі. В 1181—1183 роках він володів також Халебом, але змушений був поступитися його султанові Салах ад-Діну. 1204 року амір Синджара Мухаммад ібн Занг визнав себе васалом Айюбідів.
| лакаб, алам, насаб правителя      | Засупив на посаду | Покинув посаду | Титули               |
| --------------------------------- | ----------------- | -------------- | -------------------- |
| Імад ад-дін Зангі II ібн Маудуді  | 1171              | 1197           | Амір                 |
| Кутб ад-Дін Мухаммад ібн Зангі    | 1197              | 1219           | Амір                 |
| Імад ад-Дін шаханшах ібн Мухаммад | 1219              | 1219           | Амір                 |
| Джалал ад-Дін Махмуд ібн Мухаммад | 1219              | 1220           | Амір (співправитель) |
| Фатх ад-Дін Умар ібн Мухаммад     | 1219              | 1220           | Амір (співправитель) |

1220 року Синджар перейшов під владу Айюбідів Маййафарікіна.

### Шахразур
| лакаб, алам, насаб правителя         | Заступив на посаду | Покинув посаду | Титули |
| ------------------------------------ | ------------------ | -------------- | ------ |
| Імад ад-дін Зангі III ібн Арслан-шах | ?                  | 1233           | Амір   |
| Нур ад-Дін Іл-Арслан ібн Зангі       | 1233               | 1251           | Амір   |

## Сирія

### Дамаск
| лакаб, алам, насаб правителя | Заступив на посаду | Покинув посаду    | Титули                          |
| ---------------------------- | ------------------ | ----------------- | ------------------------------- |
| Нур ад-Дін Махмуд ібн Зангі  | 18 квітня 1154     | 15 травня 1174    | Амір атабек аль-Малік аль-Аділь |
| Нур ад-Дін Ісмаїл ібн Махмуд | 15 травня 1174     | 27 листопада 1174 | Амір атабек аль-Малік ас-Саліх  |

1174 року, незабаром після смерті Нур ад-Діна Махмуда, Дамаск перейшов під владу Айюбідів і був приєднаний до Єгипту.

### Халеб
Засновник династії, тюркський амір Ак-Сонкур, 1086 року був призначений сельджуцьким султаном Малік-шахом I намісником у Халебі, яким правив аж до своєї загибелі 1094 року. Через два з лишком десятиліття його син Зангі I, що висунувся на службі у Сельджуків, отримав від султана Махмуда II 1127 року грамоту (Тауке) на керування Північною Сирією з центром у Халебі.
| лакаб, алам, насаб правителя      | Заступив на посаду | Покинув посаду | Титули                            |
| --------------------------------- | ------------------ | -------------- | --------------------------------- |
| Касим ад-Даула Ак-Сункур          | 1086               | 1094           | Амір, намісник                    |
| Імад ад-Дін Занги I ібн Ак-Сункур | 1127               | 1146           | Амір, атабек аль-Малік аль-Мансур |
| Нур ад-Дін Махмуд ібн Занг        | 1146               | 1174           | Амір, атабек аль-Малік аль-Аділь  |
| Нур ад-Дін Ісмаїл ібн Махмуд      | 1174               | 1181           | Амір, атабек аль-Малік ас-Саліх   |
| Імад ад-дін Занги II ібн Мавдуд   | 1181               | 1183           | Амір                              |

1183 року Халеб перейшов під владу Салах ад-Діна.